# Judo op de Paralympische Zomerspelen 2020
Op de XVIe Paralympische Zomerspelen, die in 2021 werden gehouden in Tokio, Japan, was judo een van de 23 sporten die werden beoefend.

## Medaillespiegel
| Plaats | Land             | NPC | Goud | Zilver | Brons | Totaal |
| 1      | Azerbeidzjan     | AZE | 6    | 0      | 2     | 8      |
| 2      | Oezbekistan      | UZB | 2    | 2      | 2     | 6      |
| 3      | Iran             | IRI | 2    | 0      | 0     | 2      |
| 4      | Groot-Brittannië | GBR | 1    | 1      | 0     | 2      |
| 5      | Brazilië         | BRA | 1    | 0      | 2     | 3      |
| 6      | Algerije         | ALG | 1    | 0      | 0     | 1      |
| 7      | Kazachstan       | KAZ | 0    | 3      | 0     | 3      |
| 8      | Georgië          | GEO | 0    | 2      | 0     | 2      |
| 9      | Oekraïne         | UKR | 0    | 1      | 4     | 5      |
| 10     | Frankrijk        | FRA | 0    | 1      | 1     | 2      |

## Gewichtsklassen

### Mannen
- -60 kg
- -66 kg
- -73 kg
- -81 kg
- -90 kg
- -100 kg
- +100 kg

### Vrouwen
- -48 kg
- -52 kg
- -57 kg
- -63 kg
- -70 kg
- +70 kg

## Uitslagen
| Mannen  | Mannen | Mannen                       | Mannen | Mannen              | Mannen | Mannen                |
| Klasse  | Goud   | Goud                         | Zilver | Zilver              | Brons  | Brons                 |
| ------- | ------ | ---------------------------- | ------ | ------------------- | ------ | --------------------- |
| -60 kg  | AZE    | Vugar Shirinli               | KAZ    | Anuar Sariyev       | TUR    | Recep Çiftçi          |
| -60 kg  | AZE    | Vugar Shirinli               | KAZ    | Anuar Sariyev       | ROM    | Alex Bologa           |
| -66 kg  | UZB    | Uchkun Kuranbaev             | ESP    | Sérgio Ibáñez       | JPN    | Yujiro Seto           |
| -66 kg  | UZB    | Uchkun Kuranbaev             | ESP    | Sérgio Ibáñez       | AZE    | Namig Abasli          |
| -73 kg  | UZB    | Feruz Sayidov                | KAZ    | Temirzhan Daulet    | UKR    | Rufat Mahomedov       |
| -73 kg  | UZB    | Feruz Sayidov                | KAZ    | Temirzhan Daulet    | LTU    | Osvaldas Bareikis     |
| -81 kg  | AZE    | Huseyn Rahimli               | UZB    | Davurkhon Karomatov | MEX    | Eduardo Ávila Sánchez |
| -81 kg  | AZE    | Huseyn Rahimli               | UZB    | Davurkhon Karomatov | KOR    | Lee Jung-min          |
| -90 kg  | IRI    | Vahid Nouri                  | GBR    | Elliot Stewart      | FRA    | Hélios Latchoumanaya  |
| -90 kg  | IRI    | Vahid Nouri                  | GBR    | Elliot Stewart      | UKR    | Oleksandr Nazarenko   |
| -100 kg | GBR    | Chris Skelley                | USA    | Ben Goodrich        | UZB    | Sharif Khalilov       |
| -100 kg | GBR    | Chris Skelley                | USA    | Ben Goodrich        | RPC    | Anatolii Shevchenko   |
| +100 kg | IRI    | Mohammadreza Kheirollahzadeh | GEO    | Revaz Chikoidze     | AZE    | Ilham Zakiyev         |
| +100 kg | IRI    | Mohammadreza Kheirollahzadeh | GEO    | Revaz Chikoidze     | KOR    | Choi Gwang-geun       |

| Vrouwen | Vrouwen | Vrouwen            | Vrouwen | Vrouwen             | Vrouwen | Vrouwen              |
| Klasse  | Goud    | Goud               | Zilver  | Zilver              | Brons   | Brons                |
| ------- | ------- | ------------------ | ------- | ------------------- | ------- | -------------------- |
| -48 kg  | AZE     | Shahana Hajiyeva   | FRA     | Sandrine Martinet   | RPC     | Viktoriia Potapova   |
| -48 kg  | AZE     | Shahana Hajiyeva   | FRA     | Sandrine Martinet   | UKR     | Yuliia Ivanytska     |
| -52 kg  | ALG     | Cherine Abdellaoui | CAN     | Priscilla Gagné     | RPC     | Alesia Stepaniuk     |
| -52 kg  | ALG     | Cherine Abdellaoui | CAN     | Priscilla Gagné     | UKR     | Nataliya Nikolaychyk |
| -57 kg  | AZE     | Sevda Valiyeva     | UZB     | Parvina Samandarova | BRA     | Lúcia Araújo         |
| -57 kg  | AZE     | Sevda Valiyeva     | UZB     | Parvina Samandarova | TUR     | Zeynep Çelik         |
| -63 kg  | AZE     | Khanim Huseynova   | UKR     | Iryna Husieva       | CHN     | Weng Yue             |
| -63 kg  | AZE     | Khanim Huseynova   | UKR     | Iryna Husieva       | UZB     | Nafisa Sheripboeva   |
| -70 kg  | BRA     | Alana Maldonado    | GEO     | Ina Kaldani         | JPN     | Kazusa Ogawa         |
| -70 kg  | BRA     | Alana Maldonado    | GEO     | Ina Kaldani         | MEX     | Lenia Ruvalcaba      |
| +70 kg  | AZE     | Dursadaf Karimova  | KAZ     | Zarina Baibatina    | BRA     | Meg Emmerich         |
| +70 kg  | AZE     | Dursadaf Karimova  | KAZ     | Zarina Baibatina    | ITA     | Carolina Costa       |

Atletiek · Badminton · Bankdrukken · Basketbal · Boccia · Boogschieten · Goalball · Judo · Kanovaren · Paardensport · Roeien · Rugby · Schermen · Schietsport · Taekwondo · Tafeltennis · Tennis · Triatlon · Voetbal · Volleybal · Wielersport · Zwemmen
Seoel 1988 ·
Barcelona 1992 ·
Atlanta 1996 ·
Sydney 2000 ·
Athene 2004 ·
Peking 2008 ·
Londen 2012 ·
Rio de Janeiro 2016 ·
Tokio 2020 ·
Parijs 2024 ·
Los Angeles 2028